# 팬텀 2040
팬텀 2040은 허스트 커뮤니케이션이 제작한 TV 애니메이션 시리즈이다. 리 포크가 연재한 코믹 스트립 영웅 팬텀을 바탕으로 한다. 1994년 9월 18일부터 1996년 3월 3일까지 신디케이션에서 방영되었다.
대한민국에서는 1995년에 MBC에서 방영되었다.

## 이야기
2040년이 되자 21세기 초의 모든 환경 재앙과 경제 자원 전쟁은 한때 생명체로 가득찬 지구의 연약한 생태학적인 균형을 깨뜨리게 된다.

## 등장인물
- 키트 워커
- 구란
- 잭 아처
- 스파크스
- 사간 크루즈
- 헬로이스 워커
- 레베카 매디슨
- 맥스웰 매디슨
- 후버트 그래프트
- 잭 박사
- 카이로 씨
- 신 원
- 고다
- 헤이센베르크
- 파블로바
- 바인글로리아
- 베티

## 한국판 성우진 (MBC)
- 신성호 - 팬텀
- 이경자 - 레베카
- 김용식 - 거렌
- 이우신 - 그래프
- 이미자 - 스파크
- 홍승옥 - 엘로이즈
- 정미연 - 사강 크루즈
- 한규희
- 윤지하
- 김영훈
- 조예신